# アイドゥン・ブユクシェヒル・ベレディイェスポル
アイドゥン・ブユクシェヒル・ベレディイェスポル（Aydın Büyükşehir Belediyespor）は、トルコのアイドゥンを本拠地とするスポーツクラブチームである。2024/25シーズンはトルコ女子バレーボールリーグ1部に所属している。

## 歴史
2010年設立。アイドゥン都市部自治体スポーツクラブに所属する計30支部として設立されたクラブのバレーボール部門は、設立初年度に女子地域リーグのグループに出場した。初年度にもかかわらず8勝を挙げてグループ2位となり、3部リーグへの昇格を果たした。2018年、Bursa Büyükşehir Bld.からトップカテゴリーのスルタンリーグに参戦する権利を獲得し2018/19シーズンのトルコリーグでは10位、トルコカップでは5位となった。2019/20シーズンのトルコリーグは新型コロナウイルスのパンデミックによりリーグが中止となった。2020/21シーズンのトルコリーグではレギュラーラウンドを18勝12敗の7位で通過し、最終的には6位に入り過去最高順位となった。2021/22シーズンにはトルコリーグではレギュラーラウンドを7位で通過し、最終順位も7位となった。また、CEVチャレンジカップで3位に入った。2022/23シーズンにはトルコリーグで7位、トルコカップで3位に入った。2024/25シーズンのトルコリーグではレギュラーラウンドを9勝17敗の8位通過したが、最終順位決定戦でクゼイボルに2連敗し8位となった。

## 主な成績
トルコリーグ
- 2020/21シーズン - 6位
- 2021/22シーズン - 7位
- 2022/23シーズン - 7位
- 2023/24シーズン - 10位
- 2024/25シーズン - 8位

## 登録選手
2024-25年シーズンの登録選手は次の通り。
| 背番号 | 国籍/名前              | ポジション           | 身長 | 備考       |
| ------ | ---------------------- | -------------------- | ---- | ---------- |
| 1      | Gizem Çerağ Düzeltir   | リベロ               | 1.70 |            |
| 2      | Merve Nur Öztürk       | アウトサイドヒッター | 1.85 |            |
| 4      | Irem Nur Özsoy         | リベロ               | 1.70 |            |
| 5      | Aleksandra Rasińska    | オポジット           | 1.90 |            |
| 6      | Berka Buse Özden       | ミドルブロッカー     | 1.85 |            |
| 7      | ファトマ・シェケルチ   | アウトサイドヒッター | 1.80 | キャプテン |
| 9      | ニナ・ストイリコビッチ | セッター             | 1.78 |            |
| 11     | Cansu Aydınoğulları    | セッター             | 1.80 |            |
| 12     | アンヘラ・レイバ       | アウトサイドヒッター | 1.84 |            |
| 13     | Zeynep Sude Demirel    | ミドルブロッカー     | 1.98 |            |
| 14     | ヒラリー・ジョンソン   | アウトサイドヒッター | 1.86 |            |
| 19     | Defne Başyolcu         | オポジット           | 1.92 |            |
| 23     | Seher Aksoy            | ミドルブロッカー     | 1.87 |            |

## 主な歴代所属選手
| - ギュルデニズ・オナル - エルギュル・アブジュ - メリエム・ボズ - レイチェル・アダムズ - ローレン・カーリニ - サラ・ローダ - マレト・フロットヒュース - セレステ・プラク | - ドミニカ・ソボルスカ＝タラソバ - ステラ・クリストドゥロウ - アンティ・バシラントナキ - グレタ・サクマリー - サーシャ・プラニンシェツ - ブライエリン・マルティネス - ヒネイリ・マルティネス - ガイラ・ゴンサレス |